# Hotel Alexandra

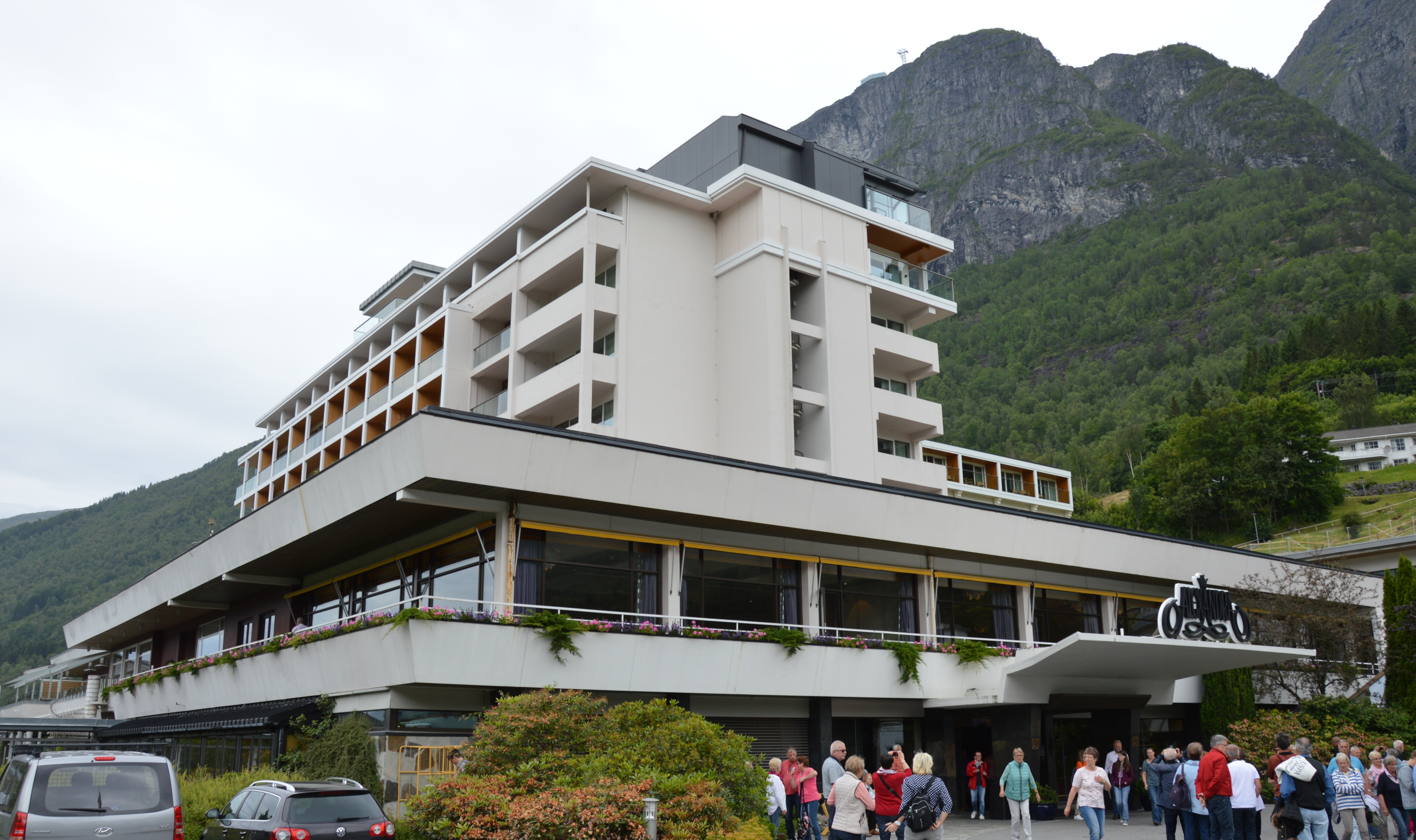
Hotel Alexandra, 2017

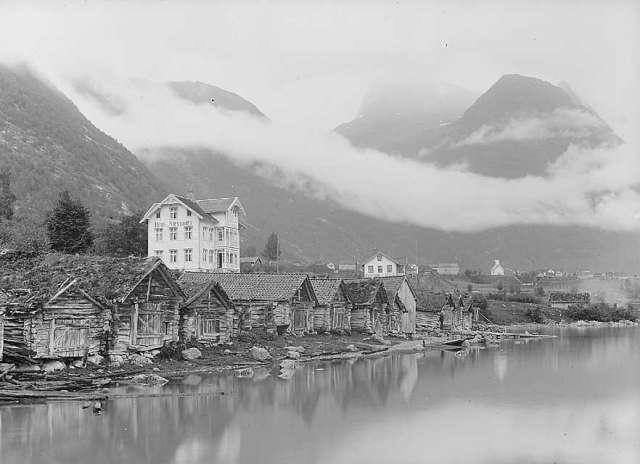
Hotel Alexandra auf einem Foto von Axel Lindahl in den 1890er Jahren

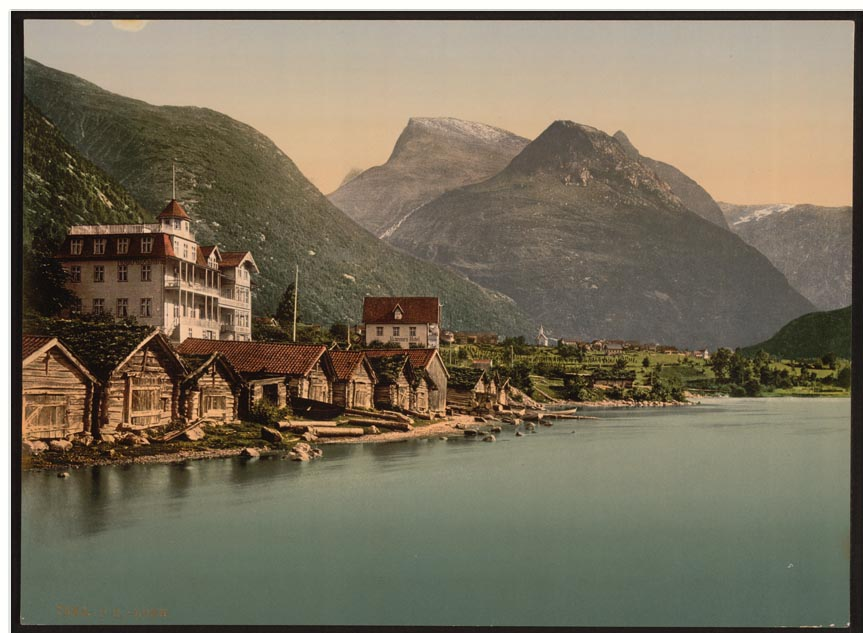
1890er Jahre

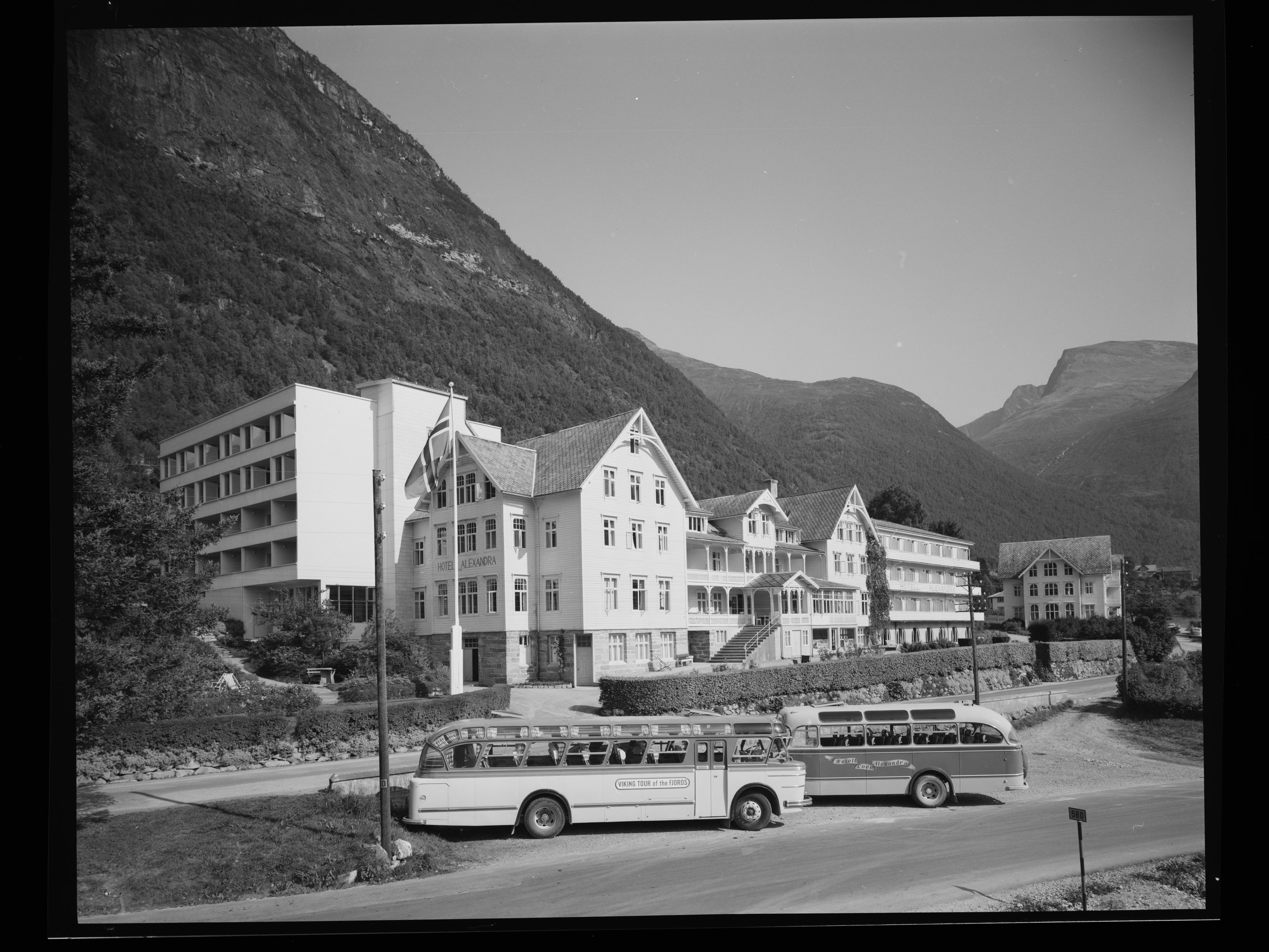
Vor 1960

Das Hotel Alexandra ist ein traditionsreiches Hotel im Dorf Loen in der norwegischen Kommune Stryn. Es liegt im nördlichen Teil von Loen, an der Südflanke des Bergs Hoven unweit des Ufers der Bucht Lobukta, am östlichen Ende des Innvikfjords.

## Ausstattung
Zum Hotelunternehmen gehört neben dem Hotel Alexandra auch das Hotel Loenfjord. Insgesamt stehen 340 Zimmer zur Verfügung. Es besteht ein Restaurant und ein Bad- und Spabereich. Außerdem sind Konferenz- und Veranstaltungsräume für bis zu 700 Personen vorhanden.

## Geschichte
1884 eröffnete Anders Markusson Loen das 20 Zimmer umfassende Loen’s Hotell. Im Jahr zuvor war in der Nachbarschaft durch Bruce Kvamme bereits Kvamme’s Hotell gegründet worden. Wirtschaftlich waren beide Hotels jedoch kein Erfolg und gerieten in Schwierigkeiten. Etwa 1889 übernahm der aus Amerika zurückgekehrte Sohn Loens, Markus Loen, gemeinsam mit seiner aus Schweden stammenden Frau Ida, das Hotel seines Vaters. Mit Hilfe von Ersparnissen sicherten sie die Existenz des Hotels und erwarben nach einigen Jahren auch Kvamme’s Hotell. Vermutlich 1892 erhielt das Hotel dann seinen heutigen Namen. Er nimmt Bezug auf Alexandra von Dänemark, die später Queen Consort von Großbritannien und Irland wurde. Zum damaligen Zeitpunkt waren viele Engländer Gäste des Hotels.
Unter Markus Loen war das Hotel wirtschaftlich erfolgreich. Es gelang auch Kreuzfahrtschiffe nach Loen zu bringen, deren Gäste touristisch betreut wurden. Zum Hotel gehörte auch ein Restaurant in Kjendal. Nach dem Ersten Weltkrieg war auch das West Hotell in Ålesund und das Grand Hotel Bellevue in Åndalsnes Teil des Unternehmens. Während der Wirtschaftskrise der 1930er Jahre wurden die beiden Häuser jedoch verkauft. 1929 verstarb Markus Loen, das Unternehmen wurde von seiner Frau und ihren neun Kindern fortgeführt. 1934 wurde der Sohn Richard Loen Hoteldirektor, der das Unternehmen gemeinsam mit seiner Ehefrau Jenny führte. Das Hotel Alexandra wurde wiederholt vergrößert und hatte zahlreiche namhafte Gäste. Nach der Vergrößerung im Jahr 1934 war das Hotel eines der größten Touristenhotels in Westnorwegen. Während eines Erdrutsches im Jahr 1936 wurde das Restaurant in Kjendal durch eine Flutwelle zerstört.
Ende der 1950er Jahre begann der Umbau und die Erweiterung des Hauses zu seinem heutigen Erscheinungsbild. 1965 starb Richard Loen, dem als Hotelchef sein Schwiegersohn Eivind Grov nachfolgte. Im Winter 1968/69 wurde dann der älteste Teil des Gebäudes abgerissen und durch einen Neubau ersetzt. Bis 1969 war das Hotel nur im Sommer geöffnet. Im Rahmen der Neubauten erfolgte dann ab 1974 eine ganzjährige Öffnung. In den 1980er Jahren wurden Sanierungen und weitere Umbauten vorgenommen. Es entstanden neue Zimmer, Konferenzräume und auch ein Swimmingpool. Bis in die 1980er Jahre befand sich das Hotel ausschließlich im Besitz von Familienmitgliedern, wobei die Zahl der Gesellschafter auf über 60 angewachsen war. Als Gesellschafter stieg dann die familiengeführte Reederei Bergesen d.y. ein.
Die Übernachtungszahlen stiegen auf 70.000 Übernachtungen im Jahr, wobei man sich verstärkt am norwegischen Markt orientierte. Mehr als 80 % der Übernachtungen entfielen auf norwegische Gäste. Im Mai 1996 wurde das zum Hotel Alexandra gehörende, 122 Zimmer umfassende Hotel Loenfjord eröffnet.
Insgesamt gehörten zum Unternehmen nun 600 Betten in 313 Räumen mit jährlich 100.000 Übernachtungen bei einem Jahresumsatz von 115 Millionen Norwegischen Kronen.